# اسکات سیدنی
اسکات سیدنی (انگلیسی: Scott Sidney؛ ۱ ژانویه ۱۸۷۲ – ۲۰ ژوئیه ۱۹۲۸) یک کارگردان اهل ایالات متحده آمریکا بود.
او که مابین سال‌های ۱۹۱۳ تا ۱۹۲۷ میلادی، ۱۱۷ فیلم سینمایی را کارگردانی کرد، کارگردانِ اولین فیلمِ تاریخِ سینما دربارهٔ تارزان است که تارزان فرزند گوریل‌ها نام داشت. از دیگر فیلم‌های او می‌توان به مادام بی‌هِـیو اشاره کرد.
وی در سال ۱۹۲۷ بر اثر سکته قلبی در لندن درگذشت.